# قمرهای پلوتون

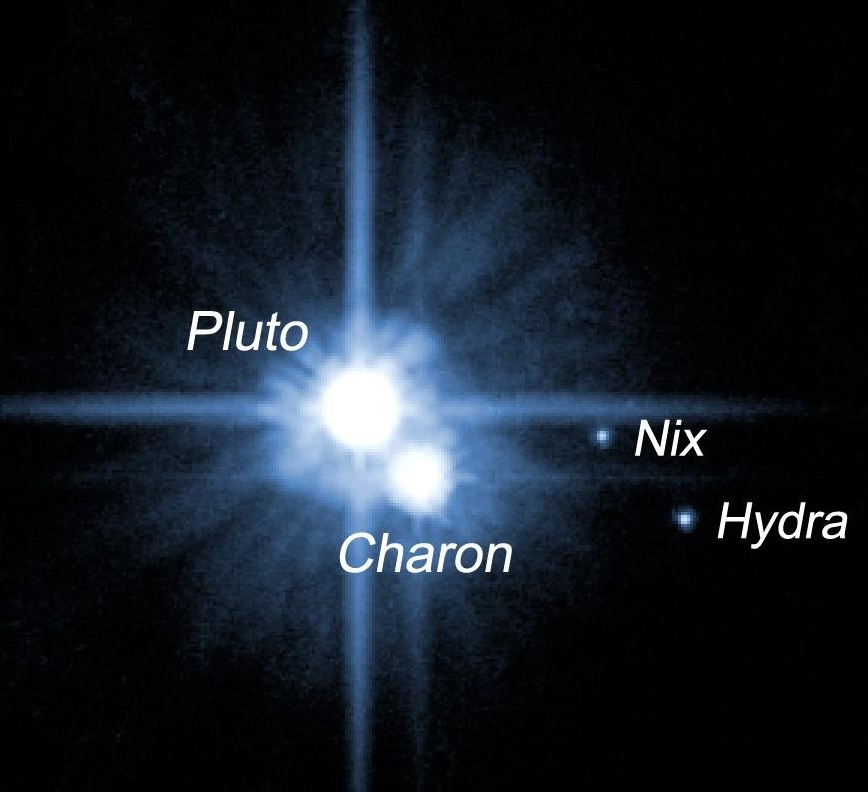
تصویر هابل از پلوتون و قمرهایش

سیارهٔ کوتولهٔ پلوتون دارای پنج قمر شناخته‌شده می‌باشد. بزرگ‌ترین آن‌ها، کارون به نسبت پلوتون، از دیگر قمرهای طبیعی شناخته‌شده در دور سیاره‌ها و سیاره‌های کوتوله در منظومهٔ خورشیدی، بزرگ‌تر است. قمرهای دیگر پلوتون به نام‌های نیکس، هیدرا، سربروس و استوکس بسیار کوچک‌تر می‌باشند.
تیم اکتشافی که قمر سربروس را کشف نمود و در ژوئیهٔ ۲۰۱۲ اعلام شد که استوکس نیز قمر پنجم پلوتون است.

## تاریخ
کارون نزدیک‌ترین قمر به پلوتون، نزدیک به نیم‌قرن پس از کشف پلوتون، توسط جیمز کریستی در ۲۲ ژوئن ۱۹۷۸ کشف شد. دو قمر دیگر با مشاهدهٔ گروه کمپین جست‌وجوی پلوتون توسط تلسکوپ فضایی هابل در مهٔ ۲۰۰۵ کشف شدند. مشاهدات بیشتر توسط هابل در فوریه و مارس ۲۰۰۶، نشان‌دهندهٔ احتمال وجود حلقهٔ سیاره‌ای به همراه قمرهای کوچک‌تر به دور پلوتون بوده‌است که این موضوع توسط کاوشگر نیوهورایزنز بررسی خواهد شد. قمر چهارم پلوتون در جولای ۲۰۱۱ کشف شد.